# عطاءالله مهاجرانی
سیّد عطاءالله مهاجرانی (زادهٔ ۱۳۳۳ در شهر اراک) سیاستمدار و نویسنده ایرانی است. وی نمایندهٔ شیراز در دورهٔ اول مجلس شورای اسلامی، معاون پارلمانی نخست‌وزیر در دوران نخست‌وزیری میرحسین موسوی، معاون پارلمانی رئیس‌جمهور در دوران ریاست‌جمهوری هاشمی رفسنجانی، عضو شورای سیاست‌گذاری صداوسیما و همچنین وزیر فرهنگ و ارشاد اسلامی در دورهٔ اول ریاست‌جمهوری محمد خاتمی بود. او همچنین عضو هیئت علمی گروه تاریخ دانشگاه تربیت مدرس بود و هم‌اکنون در انگلیس سکونت دارد.

## زندگی
وی در تاریخ ۲ مرداد ۱۳۳۳ در اراک زاده شد. تحصیلات عالی خود را در رشتهٔ تاریخ در دانشگاه‌های اصفهان (کارشناسی)، شیراز (کارشناسی ارشد) و تهران (دکتری) گرفت.
همسر او جمیله کدیور و نیز برادرزنش محسن کدیور، از فعالان سیاسی‌اند.
همچنین در تاریخ ۱۸ نوامبر ۲۰۱۵ میلادی، اعلام شد که محمدمحسن مهاجرانی، پسر عطاءالله مهاجرانی، در رابطه با  پروندهٔ گم شدن یک دکل نفتی گم‌شده، بازداشت شده است. شرکت مهندسی و ساخت تأسیسات دریایی ایران یک طرف این قرارداد بوده است. محسن مهاجرانی نهایتاً از اتهامات پروندهٔ دکل نفتی تبرئه شد.

## فعالیت‌های سیاسی و مدیریتی

### نمایندگی مجلس شورای اسلامی
او در نخستین مجلس پس از انقلاب ۱۳۵۷ یعنی در سال‌های ۱۳۵۹ تا ۱۳۶۳ نمایندهٔ شیراز در مجلس بود. سپس در سال ۱۳۶۳ به عنوان رایزن فرهنگی ایران در پاکستان منصوب شد و به مدت یک سال در این سمت بود.

#### مقالهٔ نشریهٔ والفجر
در فروردین ماه سال ۱۳۶۱ در زمانی که عطاالله مهاجرانی نمایندهٔ مردم شیراز در نخستین دورهٔ مجلس شورای اسلامی بود؛ در نشریه‌ای به نام والفجر (نشریهٔ جنبش آزادیبخش مستضعفین جهان به مدیریت ابوحنیف) در تاریخ (دوشنبه ۳۰ فروردین ۱۳۶۱) در نوشتهٔ تندی، حملات شدیدی را متوجه صادق قطب‌زاده، مهندس مهدی بازرگان و نهضت آزادی می‌سازد. نشریه‌ای که تیتر اصلی آن چنین است: «مرگ بر بازرگان و قطب‌زاده»، و مهاجرانی یادداشت اصلی این نشریه را نوشته است. این مقاله در حالی نوشته شد که فقط دو هفته از بازداشت قطب‌زاده می‌گذشت. نشریه‌ای که جز مرگ برای بازرگان و قطب‌زاده نمی‌طلبید. در تیتر دوم این نشریه آمده است: «دادسِتان دادسِتان افشا کن بازرگان و قطب‌زاده را اعدام کن».

### معاون پارلمانی نخست‌وزیر و رئیس‌جمهور
در دوران نخست‌وزیری میرحسین موسوی به سمت معاون حقوقی و پارلمانی نخست‌وزیر منصوب شد. در مرداد سال ۱۳۶۸ هاشمی رفسنجانی او را به سمت معاون حقوقی و پارلمانی رئیس‌جمهور منصوب کرد و تا سال ۱۳۷۶ در این سمت باقی ماند.
مهاجرانی در تاریخ ۶ اردیبهشت ۱۳۶۹ طی یادداشتی که با عنوان مذاکرهٔ مستقیم با آمریکا در روزنامهٔ اطلاعات چاپ شد پیشنهاد برقراری رابطه با آمریکا را مطرح کرد. این سخنان سروصداهای زیادی بپا کرد که در نهایت سید علی خامنه‌ای طی یک سخنرانی اعلام کرد که من با مذاکرهٔ با آمریکا مخالفم و دولت جمهوری اسلامی، بدون اجازهٔ من امکان ندارد چنین کاری را بکند. بعد از سخنرانی علنی خامنه‌ای علیه مذاکرهٔ مستقیم، مهاجرانی با فصل‌الخطاب دانستن نظر رهبر از پیگیری مطلب خود صرف‌نظر نمود. سید علی خامنه‌ای نیز با ارسال نامه‌ای از او دلجویی کرد. وی همچنین با حکم سید علی خامنه‌ای در سال ۱۳۷۱ به عضویت شورای سیاستگذاری صداوسیما درآمد.
مهاجرانی از بنیان‌گذاران (هیئت مؤسس) حزب کارگزاران سازندگی ایران است و روابط نزدیکی با غلامحسین کرباسچی شهردار اسبق تهران دارد. او از اعضای هیئت علمی گروه تاریخ دانشکدهٔ علوم انسانی دانشگاه تربیت مدرس به‌شمار می‌رفت ولی چند سال است که اسم او از فهرست اعضای هیئت علمی این دانشگاه حذف شده است.

#### حزب کارگزاران سازندگی ایران
در بهمن ماه ۱۳۷۴ شانزده تن از وزیران، معاونان و نزدیکان اکبر هاشمی رفسنجانی رئیس‌جمهور وقت ایران در بیانیه‌ای با عنوان «خدمتگزاران سازندگی» اعلام کردند که در انتخابات مجلس پنجم حضوری فعال خواهند داشت و فهرستی از نامزدهای مورد حمایت خود را معرفی خواهند کرد. به دنبال صدور این بیانیه، جناح راست مخالفت شدیدی با این بیانیه نشان داد. سرانجام، با حذف نام ده تن از وزیران از فهرست اعضای هیئت مؤسس این حزب، هستهٔ مرکزی این گروه به ۶ نفر کاهش یافت که شامل ۵ تن از معاونان رئیس‌جمهور وقت ایران و شهردار وقت تهران بود. این گروهِ تازه‌تأسیس با عنوان «جمعی از کارگزاران سازندگی ایران» در عرصهٔ انتخابات مجلس پنجم فعالانه ظاهر شدند. عطاالله مهاجرانی یکی از همین شش نفر بود که در پایه‌گذاری این حزب نقش کلیدی بازی کرد و بنابراین نام عطاالله مهاجرانی، هم در فهرست اعضای هیئت مؤسس این حزب، و هم در فهرست اعضای شورای مرکزی به چشم می‌خورد.

#### پیشنهاد تمدید دورهٔ ریاست‌جمهوری هاشمی رفسنجانی
در دومین دورهٔ ریاست جمهوری هاشمی رفسنجانی یعنی در سال ۱۳۷۳ مهاجرانی طی مصاحبه‌ای با روزنامهٔ انگلیسی‌زبان ایران نیوز در ۸ آبان سال ۱۳۷۳، دربارهٔ ریاست‌جمهوری هفتم، اظهار داشت: «اگر امکان تغییر در قانون اساسی وجود داشته باشد آقای هاشمی شایسته‌ترین فرد برای احراز این مسئولیت است. آقای هاشمی رفسنجانی دو ویژگی امیرکبیر و مدرس را با هم دارند، امیرکبیر به لحاظ توجه به توسعهٔ صنعتی کشور و مدرس به خاطر توجه به آزادی.»

### وزیر فرهنگ و ارشاد اسلامی
او در تابستان سال ۱۳۷۶ و در دولت اول محمد خاتمی، به سمت وزیر فرهنگ و ارشاد اسلامی منصوب شد. وی در خرداد سال ۱۳۹۳ در وب‌سایت شخصی خودش تأکید می‌کند که: آیت الله سید علی خامنه‌ای او را به محمد خاتمی پیشنهاد کرده است. مهاجرانی در پاسخ به ادعای حسین مظفر می‌نویسد: «در آن جلسه، در صحبت مقام رهبری، پیرامون دولت جدید که تمرکز سخن دربارهٔ جناب آقای خاتمی و ذکر خیری از پدر ایشان بود، ناگاه رهبری فرمودند: مثلاً این آقای مهاجرانی، من ایشان را خیلی خوب می‌شناسم. اصلاً ایشان را من خودم به عنوان وزیر به آقای خاتمی معرفی کردم.»

در سال ۱۳۷۸ حدود ۳۱ نفر از نمایندگان مجلس پنجم مهاجرانی را استیضاح کردند، اما وی مجدداً توانست رأی اعتماد نمایندگان مجلس را بگیرد. با این حال، بالاخره زیر فشارها استعفا کرد. در آذرماه ۱۳۷۸ آیت‌الله سید علی خامنه‌ای در دیدار با اعضای شورای عالی انقلاب فرهنگی نارضایتی خود از عملکرد مهاجرانی را به صراحت بیان کرد.
«من از وزارت ارشاد توقّع دارم. البته آقای «مهاجرانی» — ظاهراً — نیستند و خودشان را راحت کردند از اینکه بیایند و حرف‌های ما را بشنوند! به‌هرحال، فرق نمی‌کند؛ چه ایشان باشند، چه نباشند، من اعتراضم این است وزارت ارشاد در این دو سالی که ایشان در رأس این کار هستند، هیچ کار اسلامی به‌عنوان اسلامی ارائه نداد!... این اعتراض من است. من از رفتار وزارت ارشاد، راضی نیستم.»
در دوران سه‌سالهٔ وزارت او در وزارت فرهنگ و ارشاد اسلامی حدود دویست امتیاز نشریه صادر شد و برخی حاصل کار عطاالله مهاجرانی در وزارت ارشاد را یکی از مهم‌ترین دستاوردهای اصلاح طلبان در دوران حکومت خود می‌دانند.
با آغاز کار دولت حسن روحانی و تعیین علی جنتی به عنوان وزیر فرهنگ و ارشاد اسلامی، عکس عطاء الله مهاجرانی، که به دلیل گرایش‌های سیاسی و فکری وی، سکونتش در لندن و فعالیتش در شبکه بی‌بی‌سی فارسی، در دولت نهم و دهم از دیوار وزارت ارشاد حذف شده بود، بار دیگر در جای خود نصب گردید. مهاجرانی ضمن تشکر از این اقدام جنتی در نامه‌ای به وی خواستار تجدید انتشار کتاب‌هایش در ایران شد.

## پس از وزارت
مهاجرانی پس از کناره‌گیری از وزارت در سال ۲۰۰۱، از سوی خاتمی به عنوان رئیس مرکز بین‌المللی گفتگوی تمدن‌ها منصوب شد. این مرکز به دلیل تشکیلات مفصل و صرف هزینه‌های سنگین مورد انتقاد بود و در طول چهار سال عملکرد خود دستاورد خاصی از آن حاصل نشد. مهاجرانی در ژوئن سال ۲۰۰۳ از این مرکز استعفا کرد. برخی رسانه‌ها دلیل استعفای او را انتشار گزارش‌هایی در خصوص زندگی شخصی وی در زمستان سال قبل عنوان کردند.

### بازداشت
در سال ۱۳۸۳ مهسا یوسفی دلدار، کارمند سابق مرکز گفتگوی تمدن‌ها، ادعا کرد که همسر صیغه‌ای مهاجرانی است و از او شکایت کرد و خواهان ثبت ازدواج شد. مهاجرانی هرگونه ارتباط با او را تکذیب کرد و در بیانیه‌ای «این پرونده را جریان‌سازی جناح سیاسی رقیب» خواند؛ ولی در پی شکایت همین زن بازداشت شد. مهاجرانی در ششم مرداد سال ۱۳۸۳ به اتهام ترک نفقه، عدم ثبت واقعهٔ ازدواج و فریب در امر ازدواج روانهٔ زندان شد و ۴ روز بعد با ارائهٔ وثیقه آزاد شد. مهاجرانی در همان جلسهٔ مرداد ۸۳ تعهد می‌کند که ظرف یک ماه نسبت به اخذ رضایت شاکی خود اقدام نماید، لیکن چند ماه بعد از کشور خارج شده و تاکنون مراجعت نکرده است. به نوشتهٔ مسعود بهنود در ژوئیه سال ۲۰۰۴، برخی زندگی سیاسی مهاجرانی را به خاطر این رخداد پایان‌یافته تلقی می‌کردند.

### انتخابات ریاست‌جمهوری ۱۳۸۸
در فروردین ماه ۱۳۸۸ مهدی کروبی یکی از نامزدهای انتخابات ریاست جمهوری، مهاجرانی را به عنوان مشاور خود در امور مسائل و مشکلات ایرانیان خارج از کشور منصوب کرد.
مهاجرانی در این انتخابات برخلاف حمایت حزب کارگزاران سازندگی ایران از میرحسین موسوی در حمایت از مهدی کروبی اعلام موضع کرد.
مهاجرانی، در ۲۴ خردادماه ۱۳۸۸، با انتشار پُستی در وبسایت خود «مکتوب»، به نتیجهٔ انتخابات ریاست جمهوری سال ۱۳۸۸ و سرکوب گستردهٔ مردمِ باورمند به تقلب، اعتراض کرده و تلویحاً اعلام برنده‌شدنِ احمدی‌نژاد را حرکتی متقلبانه و ناشی از خودرأیی سید علی خامنه‌ای با هدف برچیدن بساط جمهوری از کشور عنوان کرده بود: «برای: جوانان … دوستی زنگ زد. صدایش می‌لرزید. بغضش ترکید. نتوانست رسا حرف بزند. اصرار داشت در یک جمله بگویم در ایران، در وطنمان چه اتفاقی افتاده است؟ گفتم، رهبری معظم تصمیم گرفتند حکومت اسلامی را جایگزین جمهوری اسلامی کنند. همهٔ ما باید در این جشن فرخنده شرکت کنیم و از ژرفای دل و دیده شادمان باشیم … این جوانانی که در خیابان‌های تهران و شهرستان‌ها کتک می‌خورند، با چهره‌های خونین بهت‌زده نگاه می‌کنند، آقای موسوی و کروبی و روحانیون مبارز که بیانیه می‌دهند، گمان می‌کنند می‌شود از جمهوریت نظام و رأی ملت حمایت کرد. برای من مثل روز روشن است که ۲۲ خرداد ۱۳۸۸، چهار ماه پس از سی‌سالگی انقلاب، عصر جمهوری در کشور ما به پایان رسید و آقای احمدی‌نژاد با تنفیذ ولایت مطلقهٔ امر، آراء لازم را احراز کرد و پیروز شد. این پیروزی مبارک باد … البته هیچ جشنی بدون قربانی نمی‌شود و هرچقدر جشن بزرگ‌تر باشد، قربانیان هم بزرگ‌تر خواهند بود … ۲۲ بهمن آغاز پیروزی انقلاب اسلامی بود و ۲۲ خرداد ابتدای حکومت اسلامی … سی‌سال عدد تأمل‌انگیزی است. هم در تاریخ اسلام و هم در تاریخ انقلاب. امام خمینی هم به سی سال اشاره کرده‌اند … در عصر حکومت اسلامی که با مانور اقتدار پلیس و نیروهای امنیتی آغاز شد؛ رأی و صندوق رأی با صندوق کاغذ باطله چه تفاوتی دارد … دوستم صدای گریه‌اش بلند شد. تلخ گریست».
در ۲۷ بهمن ۱۴۰۳، مهدی خلجی، تحلیل گر سیاسی، از این واقعیت پرده برداشت که در جریان انتخابات سال ۱۳۸۸، از مهاجرانی برای شرکت در کنفرانسی که در واشینگتن به منظور جلب حمایت سیاستمداران و سیاست گذاران اروپایی، آمریکایی و رهبران خاورمیانه برای جنبش سبز تشکیل شد دعوت کرد که در مقابل مهاجرانی بر خلاف عرف این گونه کنفرانس‌ها درخواست مبلغی کرد که نهایتاً خلجی متعهد شد ۳۰۰۰ دلار به ایشان پرداخت شود. مهاجرانی با ارائه یک سخنرانی بی ربط به هدف کنفرانس، بر تشنج‌ها و سرگردانی‌ها افزود و نقش مهمی در عدم حمایت رهبران جهان از جنبش سبز و نهایتاً شکست این جنبش داشت. مهاجرانی در این سخنرانی جنبش سبز را از نظر فلسفه سیاسی و سیاست خارجی همسو با جمهوری اسلامی و بلکه در پاره ای موارد افراطی تر از آن جلوه داد.

### درخواست کمک‌هزینهٔ تحصیلی از عربستان
سازمان افشاگر ویکی‌لیکس در ژوئن ۲۰۱۵ اقدام به انتشار ۶۰ هزار سند دیگر از مجموع نیم میلیون سند خارج‌شده از سیستم الکترونیکی وزارت خارجهٔ عربستان سعودی کرد که در یکی از این اسناد، عطاء الله مهاجرانی وزیر اسبق فرهنگ و ارشاد اسلامی در نامه‌ای به سفارت سعودی در لندن درخواست کرده بود که آن کشور هزینهٔ تحصیل فرزندش (علی مهاجرانی) در مقطع دکتری دانشگاه واریک را بپذیرد و عربستان نیز با این درخواست موافقت کرد و چکی به مبلغ ۱۶ هزار پوند برای یک سال تحصیلی در وجه نامبرده صادر کرد و پذیرفت که حداقل به مدت چهار سال هر سال حدود ۱۶ هزار پوند بپردازد. مهاجرانی نیز در پاسخ به بی‌بی‌سی فارسی گفت که در زمان مناسب در مورد آنچه ویکی‌لیکس منتشر کرده پاسخ خواهد داد. حدود یک هفته پس از انتشار این خبر از بی‌بی‌سی فارسی، همسر مهاجرانی، با مخدوش دانستن این نامه منتقدان و رسانه‌های آنان را جیره‌بگیران اسرائیل نامید
به گفته عطاالله مهاجرانی زمانی که این بورسیه به پسر وی داده می‌شده (سال ۲۰۱۱ میلادی) روابط ایران و عربستان خوب بوده است. امیرعلی مهاجرانی پسر عطاالله مهاجرانی بعدها بیان داشت عربستان به این دلیل به او بورسیه داده که موضوع پایان‌نامه دکترایش به این کشور ربط داشته است. به‌گفتهٔ وی پایان‌نامه مربوط دربارهٔ بنگاه‌های کوچک و متوسط در ایران و عربستان بوده و پس از ارائهٔ پروپوزال و دادن مصاحبه، عربستان به او بورس تحصیلی داده و خانواده‌اش در این زمینه نقشی نداشته‌اند.

## مواضع

### دفاع از فتوای ارتداد سلمان رشدی
پس از انتشار کتاب آیات شیطانی نوشته سلمان رشدی، مهاجرانی سلسله ستون‌هایی در مورد او نوشت که منجر به این شد که روح‌الله خمینی در ۱۴ فوریه ۱۹۸۹ فتوای ارتداد رشدی را صادر کند. مهاجرانی بعداً این ستون‌ها در قالب کتابی تحت عنوان نقد توطئه آیات شیطانی منتشر کرد. به نوشته لس آنجلس تایمز، مهاجرانی سوء برداشت یا سوء بیان ارزش‌های اسلامی توسط رشدی، و نه خود او، را هدف قرار داده بود.مهاجرانی فتوای خمینی را در ابتدای کتاب خود عیناْ بازنشر کرد و در مقدمه این کتاب در دفاع از این فتوا نوشت: «اگر فتوای امام خمینی مطرح نمی‌شد و هتک بنیاد آئین اسلام در آغاز کار و راه متوقف نمی‌گشت کتاب آیات شیطانی به عنوان کتاب تاریخ اسلام مورد تجزیه و تحلیل و داوری قرار نمی‌گرفت؟»
مهاجرانی جای دیگری گفته است: «این فتوا مثل واکسن از اهانت‌های دیگر به پیامبر اسلام جلوگیری کرده است.» در جلسه رای اعتماد به مهاجرانی به عنوان وزیر ارشاد در سال ۱۳۷۶، نمایندگان مجلس شورای اسلامی او را متهم کردند حامی لغو این فتواست. علی زادسر، یکی از نمایندگان، از مهاجرانی پرسید آیا حاضر است در صورت مواجهه با رشدی او را بکشد؟ مهاجرانی از دادن پاسخ مستقیم به این سؤال خودداری کرد. در سال ۱۳۷۶، دیپلمات‌های غربی در تهران خواستند ایران در نامه ای این فتوا را عملاً لغو کند. مهاجرانی که در این زمان وزیر ارشاد بود اعلام کرد ایران آماده مذاکره بر سر این فتواست. او در مجلس شورای اسلامی گفت: «می‌توانیم مخالف ایده‌های افراد باشیم ولی این به آن معنا نیست که مجازیم به آنها توهین کنیم… اگر روشنفکری نظریه‌های خود را بیان می‌کند باید به نحو احترام آمیزی او را نقد کنیم-و به این طریق جامعه خود را غنی کنیم». او گفت کسی از سمت دولت ایران این حکم اعدام را اجرا نخواهد کرد. با این حال او در فوریه ۱۹۹۹ در دهمین سالگرد صدور این فتوا گفت که این فتوا هنوز پابرجاست. مهاجرانی در سال‌های اخیر بارها برای کتاب «توطئه نقد آیات شیطانی» تبلیغ کرده است. او در سال ۱۳۹۸ خبر داد که این کتاب از سال ۱۳۶۸ سی بار تجدید چاپ شده و به زبان‌های انگلیسی و عربی و اردو و ترکی نیز ترجمه شده است. در سال ۱۴۰۰ در تجلیل از از این کتاب نوشت: «داستان مهر اول است و کی ز دل بیرون رود!»

### واکنش به معترضان گلستان هفتم
مهاجرانی در ۳۰ بهمن ۱۳۹۶ زیر گرفته شدن سه مأمور نیرو انتظامی توسط یک اتوبوس را به دراویش گنابادی و محمد ثلاث منتسب کرد و در توییتی دراویش را داعشی خواند، این واکنش یک روز بعد تیتر روزنامه‌های حکومتی و کلیدواژهٔ صحبت مقامات جمهوری اسلامی شد.
او نوشت: این پرسش مطرح بود که چگونه دراویش نقشبندی در عراق جذب داعش شدند. با خودم می‌گفتم، عزت ابراهیم که صوفی نقشبندی و بعثی قهاری بود این پیوند را بر قرار کرد. اما!؟ درویش گنابادی ایرانی چگونه با اتوبوس مثل داعشی‌ها مأموران انتظامی را زیر گرفته است؟ رفتاری وحشیانه و جنایتکارانه و محکوم.

### تمجید از قاسم سلیمانی و نیروهای طالبان
مهاجرانی پس از ترور قاسم سلیمانی، با گذاشتن تصویری در حساب توییتری خود از بوسهٔ خامنه‌ای بر صورت قاسم سلیمانی، سلیمانی را «قهرمان ملی ایران و اسلام» نامید. مهاجرانی، همچنین در حساب توییتری خود، مردمی را که در ازدحام مراسم تشییع پیکر قاسم سلیمانی در کرمان، زیر دست و پا جان باخته بودند، «شهیدان وداع» نامید.
مهاجرانی پس از خروج اشرف غنی از افغانستان و سقوط کابل به‌دست نیروهای طالبان در ۱۵ اوت ۲۰۲۱، در توئیتی طالبان را گروهی با درایت و موقعیت‌شناس توصیف کرد که بیست‌سال در برابر اشغال آمریکا مقاومت کرده و هزاران شهید داده و سرانجام هم آمریکا را در افغانستان شکست داده است.

### حمله به عباس معروفی بعد از مرگ او
یک روز بعد از مرگ عباس معروفی، نویسنده منتقد جمهوری اسلامی در برلین مهاجرانی در توئیترش نوشت از میان آثار معروفی فقط سمفونی مردگان اعتبار و ارزش داشت و معروفی را راوی تنهایی و مرگ و خودویرانگری و ویرانی و فروپاشی خواند. مهاجرانی عباس معروفی را با شخصیت رمان فریدون سه پسر داشت، چهارمین رمان معروفی یکی دانست و نوشت: مجید امانی (شخصیت رمان «فریدون سه پسر داشت») که فردی «روانی» است شباهت‌هایی به نویسنده یعنی عباس معروفی دارد. مهاجرانی یک روز بعد در توئیترش حرف خودش دربارهٔ باارزش بودن رمان «سمفونی مردگان» را پس گرفت و گفت با خواندن دوباره این رمان به این نتیجه رسیده که «سرشار از زهراب یا تلخاب و لجن است. بی روشنایی و امید و ایمان و شعله تکاپو.»

### دفاع از نیروی انتظامی پس از کشته شدن مهسا امینی
یک روز بعد از انتشار خبر قتل مهسا امینی، عطاالله مهاجرانی نیروی انتظامی را یکی از ارکان حفظ امنیت اجتماعی خواند و نوشت مرگ مهسا امینی را نمی‌توان وسیله ای برای تسویه حساب با پلیس قرار داد و این خطا نمی‌تواند بهانه بدنام کردن پلیس به شکل کلی شود. و در اظهاراتی اعلام کرد پلیس آمریکا از آغاز سال ۲۰۲۲ تاکنون ۸۲۸ نفر را کشته است.

## فعالیت‌های فرهنگی-مطبوعاتی
- همکاری با روزنامه اطلاعات (از سال ۱۳۶۰ تا کنون)
- سردبیر فصلنامه راهبرد (از سال ۱۳۷۰ تا ۱۳۷۵)
- مدیر مسئول هفته‌نامه بهمن (از سال ۱۳۷۳ تا ۱۳۷۵)
- مدیر مسئول ماهنامه گزارش گفتگو (از سال ۱۳۸۱ تا کنون)

## تالیفات و کتاب‌ها
- شیخ بی‌خانقاه (۱۳۹۸)
- حاج آخوند (۱۳۹۷)
- مسیحیت و اسلام (نقد سخنان پاپ بندیکت شانزدهم دربارهٔ پیامبر اسلام در سال ۲۰۰۶)
- مقدمه‌ای بر هفت‌خوان بزرگمهر (۱۳۸۴)
- میناگران (رمان) (۱۳۸۳)
- برف (رمان) (۱۳۸۳)
- سهراب کشان (رمان) (۱۳۸۲)
- اسلام و غرب (۱۳۸۲)
- بهشت خاکستری (رمان) (۱۳۸۲)
- گوهر نماز و نیایش (۱۳۸۲)
- قرائت دینی (۱۳۸۰)
- فلسطینی‌ها (۱۳۸۰)
- حکایت همچنان باقی‌ست… (۱۳۷۹)
- استیضاح (۱۳۷۸)
- سلمان فارسی (۱۳۷۵)
- افسانهٔ نیما (۱۳۷۵)
- انقلاب عاشورا (۱۳۷۴)
- حماسهٔ فردوسی (۱۳۷۲)
- پیام‌آور عاشورا (۱۳۷۱)
- گزند باد (۱۳۶۹)
- نقد توطئهٔ آیات شیطانی (۱۳۶۸)

### ترجمه‌شده به زبان‌های دیگر
عربی :
- التسامح و العنف فی الاسلام (بیروت: ریاض الریس للنشر، ۲۰۰۱ م)
- موامرة الآیات الشیطانیه (بیروت: دارالوسیلة، ۱۹۹۳ م)
- قرائات دینیه (قاهره: دارالشروق، ۲۰۰۴ م)
- الجنة الرمادیة (جداول للطباعة والنشر والتوزیع، ورقی غلاف عادی، ۲۶/۱۱/۲۰۱۱)
- الإسلام والغرب (مکتبة الشروق الدولیة، ورقی غلاف عادی)[۷۱]

انگلیسی :
- A critique on the Machination of the satanic verses